# Semnodactylus wealii
Semnodactylus wealii is een kikker uit de familie rietkikkers (Hyperoliidae). De kikker werd voor het eerst wetenschappelijk beschreven door George Albert Boulenger in 1882. Oorspronkelijk werd de wetenschappelijke naam Cassina wealii gebruikt. Het is de enige soort uit het geslacht Semnodactylus, lange tijd behoorde de kikker tot het geslacht Kassina.

## Uiterlijke kenmerken
De kikker wordt niet zo groot; mannetjes bereiken een lengte van ongeveer 4,5 centimeter. De kleur is grijs met donkere lengtestrepen, de buikzijde heeft een grove, korrelige structuur. De poten zijn helder geel gekleurd en dragen geen hechtschijfjes.
De soorten uit het geslacht Kassina lijken uiterlijk sterk op Semnodactylus wealii, maar de soort verschilt onder andere door een afwijkende lokroep.

## Verspreiding en habitat
Semnodactylus wealii komt voor in delen van Afrika en leeft in de landen Zuid-Afrika, Lesotho en Swaziland. De habitat bestaat uit gematigde tot subtropische gebieden, de kikker is bodembewonend maar de mannetjes kwaken vaak op enige hoogte tussen het gras. Het gekwaak doet denken aan het ontkurken van een fles.

## Algemeen
Hij beweegt zich niet zoals de meeste kikkers springend, maar rennend voort.